# Aneta Michalak (inżynier)
Aneta Michalak – polska inżynier, dr hab. nauk technicznych, profesor uczelni Katedry Ekonomii i Informatyki Wydziału Organizacji i Zarządzania Politechniki Śląskiej.

## Życiorys
W 1999 ukończyła studia zarządzania i marketingu w Politechnice Śląskiej, 29 września 2005 obroniła pracę doktorską Problemy dywersyfikacji źródeł finansowania wielkich inwestycji, 11 maja 2016 habilitowała się na podstawie pracy zatytułowanej Modele kosztu kapitału i ich implementacje w zarządzaniu przedsiębiorstwem górniczym.
Została zatrudniona na stanowisku adiunkta w Instytucie Ekonomii i Informatyki na Wydziale Organizacji i Zarządzania Politechniki Śląskiej.
Jest profesorem uczelni Katedry Ekonomii i Informatyki Wydziału Organizacji i Zarządzania Politechniki Śląskiej.